# Prosopocera belzebuth
Prosopocera belzebuth är en skalbaggsart som beskrevs av Thomson 1857. Prosopocera belzebuth ingår i släktet Prosopocera och familjen långhorningar.
Artens utbredningsområde är:
- Gabon.
- Nigeria.
- Senegal.

## Underarter
Arten delas in i följande underarter:
- P. b. decellei
- P. b. hintzi
- P. b. infravalida